# PDC Pro Tour 2024
De PDC Pro Tour 2024 is een reeks van dartstoernooien die worden georganiseerd door de Professional Darts Corporation (PDC). Deze tour bestaat uit de Professional Dart Players Association (PDPA) Players Championships en de European Tour events. De wedstrijden worden niet op televisie uitgezonden. In januari werd de Q-School van 2024 gehouden. Verder worden 30 Players Championship-toernooien en 13 Europese Tour-toernooien gepland.

## Prijzengeld
Ten opzichte van de PDC Pro Tour 2023 werd het prijzengeld voor de Players Championships opgetrokken met £ 750.000, het prijzengeld van de European Tours werd niet gewijzigd.
| Plaats          | Players Championships | Totaal      |
| --------------- | --------------------- | ----------- |
| Winnaar         | £ 15.000              | £ 450.000   |
| Runner-up       | £ 10.000              | £ 300.000   |
| Halvefinalisten | £ 5.000               | £ 300.000   |
| Kwartfinalisten | £ 3.500               | £ 420.000   |
| Laatste 16      | £ 2.500               | £ 600.000   |
| Laatste 32      | £ 1.500               | £ 720.000   |
| Laatste 64      | £ 1.000               | £ 960.000   |
| Totaal          | £ 125.000             | £ 3.750.000 |

| Plaats          | European Tours | Totaal      |
| --------------- | -------------- | ----------- |
| Winnaar         | £ 30.000       | £ 390.000   |
| Runner-up       | £ 12.000       | £ 250.000   |
| Halvefinalisten | £ 8.500        | £ 221.000   |
| Kwartfinalisten | £ 6.000        | £ 312.000   |
| Laatste 16      | £ 4.000        | £ 416.000   |
| Laatste 32      | £ 2.500        | £ 520.000   |
| Laatste 48      | £ 1.250        | £ 260.000   |
| Totaal          | £ 175.000      | £ 2.275.000 |

## PDC Pro Tour Card
Aan 128 spelers werden Tour Cards toegekend, waarmee zij deel mogen nemen aan alle Players Championships, UK Open en European Tour Qualifiers.

### Tour Cards
Zie ook Lijst van darters met een PDC Tourkaart 2024.
De 2024 Tour Cards werden toegekend aan:
- (64) De top 64 spelers van de PDC Order of Merit na het PDC World Darts Championship 2024.
- (25) 25 qualifiers van de Q-School 2023 die niet in de top 64 van de PDC Order of Merit stonden na het WK.
  - De Tour Card van Corey Cadby werd afgenomen door de PDC omdat hij gedurende de twaalf maanden sinds de vorige Q-School aan geen enkel evenement had deelgenomen.[4]
- (2) De twee hoogste qualifiers van de Challenge Tour 2022 (Robert Owen en Danny van Trijp).
- (2) De twee hoogste qualifiers van de Development Tour 2022 (Geert Nentjes en Jurjen van der Velde).
- (2) De twee hoogste qualifiers van de Challenge Tour 2023. (Berry van Peer en Owen Bates)
- (2) De twee hoogste qualifiers van de Development Tour 2023. (Wessel Nijman en Nathan Rafferty)
- (8) De 8 dagwinnaars van de Q-School 2024.

Daarna werd het spelersveld aangevuld met de hoogst gekwalificeerde spelers van de Q-School Order of Merit, tot het maximum aantal van 128 Pro Tour Card spelers werd bereikt.

### Q-School
Q-School werd opgesplitst in verschillende fases. Fase 1 werd gespeeld van 8-10 januari. De beslissende fase werd gehouden met 128 spelers van 11-14 januari.
| Datum      | Toernooi    | Plaats                        | Qualifiers       | Bron   |
| ---------- | ----------- | ----------------------------- | ---------------- | ------ |
| 11 januari | EU Q-School | Kalkar, Wunderland Kalkar     | Martijn Dragt    | [ 5 ]  |
| 12 januari | EU Q-School | Kalkar, Wunderland Kalkar     | Jelle Klaasen    | [ 6 ]  |
| 13 januari | EU Q-School | Kalkar, Wunderland Kalkar     | Andy Baetens     | [ 7 ]  |
| 14 januari | EU Q-School | Kalkar, Wunderland Kalkar     | Jeffrey de Graaf | [ 8 ]  |
| 11 januari | UK Q-School | Milton Keynes, Marshall Arena | Steve Lennon     | [ 9 ]  |
| 12 januari | UK Q-School | Milton Keynes, Marshall Arena | Robert Grundy    | [ 10 ] |
| 13 januari | UK Q-School | Milton Keynes, Marshall Arena | Leighton Bennett | [ 11 ] |
| 14 januari | UK Q-School | Milton Keynes, Marshall Arena | Dom Taylor       | [ 12 ] |

De acht dagwinnaars kregen een Tour Card voor 2024. Er werd ook een Order of Merit voor iedere Q-School gemaakt. Iedere speler die voorbij de tweede ronde komt kreeg voor elke gewonnen partij één punt. Op basis van deze Q-School Order of Merit werden nog Tour Cards verdeeld.
Eindstand EU Q-School Order of Merit
1. Haupai Puha
2. Jules van Dongen
3. Radosław Szagański
4. Chris Landman
5. Patrick Geeraets
6. Jitse van der Wal
7. Paul Krohne
8. Benjamin Drue Reus
9. Mario Vandenbogaerde
10. Lukas Wenig
11. Thibault Tricole
12. Michele Turetta
13. Tim Wolters

Eindstand UK Q-School Order of Merit
1. Matthew Dennant
2. William Borland
3. Joshua Richardson
4. James Hurrell
5. George Killington
6. Danny Lauby
7. Rhys Griffin
8. Brett Claydon
9. Darren Beveridge
10. Adam Hunt

## Players Championships
| Num.   | Datum                 | Plaats                          | Winnaar                       | Score | Runner-up                    | Bron   | Negendarter                                  |
| ------ | --------------------- | ------------------------------- | ----------------------------- | ----- | ---------------------------- | ------ | -------------------------------------------- |
| 1      | Maandag 12 februari   | Wigan, Robin Park Tennis Centre | Luke Littler (109.64)         | 8 – 7 | (111.71) Ryan Searle         | [ 14 ] | Leighton Bennett Mickey Mansell Luke Littler |
| 2      | Dinsdag 13 februari   | Wigan, Robin Park Tennis Centre | Gary Anderson (101.14)        | 8 – 5 | (91.33) Ryan Searle          | [ 15 ] |                                              |
| 3      | Maandag 19 februari   | Leicester, Mattioli Arena       | Ryan Searle (107.63)          | 8 – 7 | (108.61) Gary Anderson       | [ 16 ] | Ryan Meikle                                  |
| 4      | Dinsdag 20 februari   | Leicester, Mattioli Arena       | Damon Heta (103.37)           | 8 – 4 | (106.44) Chris Dobey         | [ 17 ] |                                              |
| 5      | Maandag 18 maart      | Hildesheim, Halle 39            | Raymond van Barneveld (95.28) | 8 – 1 | (93.89) Stephen Bunting      | [ 18 ] | Michael Smith                                |
| 6      | Dinsdag 19 maart      | Hildesheim, Halle 39            | Dave Chisnall (90.07)         | 8 – 6 | (91.47) Dirk van Duijvenbode | [ 19 ] |                                              |
| 7      | Maandag 8 april       | Leicester, Mattioli Arena       | Chris Dobey (99.52)           | 8 – 4 | (97.18) Josh Rock            | [ 20 ] | Steve Beaton Daryl Gurney Chris Dobey        |
| 8      | Dinsdag 9 april       | Leicester, Mattioli Arena       | Danny Noppert (95.59)         | 8 – 6 | (95.70) Luke Humphries       | [ 21 ] |                                              |
| 9      | Maandag 6 mei         | Hildesheim, Halle 39            | Michael Smith (88.39)         | 8 – 6 | (92.09) Ryan Joyce           | [ 22 ] |                                              |
| 10     | Dinsdag 7 mei         | Hildesheim, Halle 39            | Brendan Dolan (98.14)         | 8 – 4 | (88.50) Jeffrey de Graaf     | [ 23 ] | Darryl Pilgrim                               |
| 11     | Dinsdag 11 juni       | Hildesheim, Halle 39            | Alan Soutar (93.63)           | 8 – 7 | (85.38) Daryl Gurney         | [ 24 ] | Stephen Bunting Adam Hunt                    |
| 12     | Woensdag 12 juni      | Hildesheim, Halle 39            | Dimitri Van den Bergh (87.42) | 8 – 3 | (87.31) Matt Campbell        | [ 25 ] | Boris Krčmar                                 |
| 13     | Dinsdag 2 juli        | Milton Keynes, Marshall Arena   | Ross Smith (107.35)           | 8 – 7 | (104.79) Wesley Plaisier     | [ 26 ] |                                              |
| 14     | Woensdag 3 juli       | Milton Keynes, Marshall Arena   | Jonny Clayton (106.05)        | 8 – 5 | (100.36) Wesley Plaisier     | [ 27 ] |                                              |
| 15     | Woensdag 31 juli      | Milton Keynes, Marshall Arena   | Luke Littler (99.66)          | 8 – 6 | (91.61) Wessel Nijman        | [ 28 ] |                                              |
| 16     | Donderdag 1 augustus  | Milton Keynes, Marshall Arena   | Mike De Decker (104.87)       | 8 – 2 | (94.10) Ricky Evans          | [ 29 ] |                                              |
| 17     | Vrijdag 2 augustus    | Milton Keynes, Marshall Arena   | Josh Rock (95.63)             | 8 – 6 | (92.25) Joe Cullen           | [ 30 ] | Luke Woodhouse                               |
| 18     | Woensdag 21 augustus  | Milton Keynes, Marshall Arena   | Damon Heta (106.80)           | 8 – 3 | (97.30) Ryan Searle          | [ 31 ] | Ross Smith                                   |
| 19     | Donderdag 22 augustus | Milton Keynes, Marshall Arena   | Chris Dobey (100.47)          | 8 – 6 | (100.09) Cameron Menzies     | [ 32 ] |                                              |
| 20     | Dinsdag 17 september  | Wigan, Robin Park Tennis Centre | Luke Littler (99.28)          | 8 – 7 | (99.03) Stephen Bunting      | [ 33 ] | Vincent van der Voort Andrew Gilding         |
| 21     | Woensdag 18 september | Wigan, Robin Park Tennis Centre | Michael van Gerwen (106.67)   | 8 – 4 | (100.63) Dave Chisnall       | [ 34 ] |                                              |
| 22     | Dinsdag 24 september  | Leicester, Mattioli Arena       | Gary Anderson (90.81)         | 8 – 4 | (92.85) Connor Scutt         | [ 35 ] |                                              |
| 23     | Woensdag 25 september | Leicester, Mattioli Arena       | Dave Chisnall (92.95)         | 8 – 4 | (96.29) Chris Dobey          | [ 36 ] | Adam Warner Chris Dobey                      |
| 24     | Dinsdag 1 oktober     | Wigan, Robin Park Tennis Centre | Wessel Nijman (99.63)         | 8 – 5 | (101.11) Stephen Bunting     | [ 37 ] | Gary Anderson                                |
| 25     | Woensdag 2 oktober    | Wigan, Robin Park Tennis Centre | Chris Dobey (98.16)           | 8 – 3 | (96.35) Stephen Bunting      | [ 38 ] |                                              |
| 26     | Donderdag 3 oktober   | Wigan, Robin Park Tennis Centre | Luke Humphries (93.84)        | 8 – 7 | (96.92) Stephen Bunting      | [ 39 ] | Lee Evans                                    |
| 27     | Dinsdag 15 oktober    | Wigan, Robin Park Tennis Centre | Michael van Gerwen (95.52)    | 8 – 4 | (93.47) Gerwyn Price         | [ 40 ] | Ryan Searle                                  |
| 28     | Woensdag 16 oktober   | Wigan, Robin Park Tennis Centre | Wesley Plaisier (92.24)       | 8 – 7 | (92.66) Josh Rock            | [ 41 ] | Jamie Hughes Callum Goffin Josh Rock         |
| 29     | Woensdag 30 oktober   | Leicester, Mattioli Arena       | Cameron Menzies (93.84)       | 8 – 4 | (94.30) Stephen Bunting      | [ 42 ] | Callan Rydz Ricardo Pietreczko Chris Landman |
| 30 (a) | Donderdag 31 oktober  | Leicester, Mattioli Arena       | Josh Rock (102.49)            | 8 – 7 | (106.38) Jonny Clayton       | [ 43 ] | Dave Chisnall                                |

(a): Steve Beaton speelde zijn laatste Pro Tour-toernooi voor hij pensioneerde als professioneel darter. In de eerste ronde verloor hij van Niels Zonneveld.

## PDC European Tour
Er waren dertien European Tour-toernooien gepland dit jaar:
| Nr.  | Datum                    | Evenement                 | Plaats                       | Winnaar                    | Uitslag | Runner-up                  | Bron   | Negendarter                                    |
| ---- | ------------------------ | ------------------------- | ---------------------------- | -------------------------- | ------- | -------------------------- | ------ | ---------------------------------------------- |
| ET1  | 8-10 maart               | Belgian Darts Open        | Wieze, Oktoberhallen         | Luke Littler (103.76)      | 8 – 7   | (108.00) Rob Cross         | [ 47 ] | Luke Littler                                   |
| ET2  | 30 maart-1 april         | German Darts Grand Prix   | München, Zenith              | Luke Humphries (112.66)    | 8 – 1   | (96.80) Michael van Gerwen | [ 48 ] |                                                |
| ET3  | 12-14 april              | International Darts Open  | Riesa, SACHSENarena          | Martin Schindler (96.35)   | 8 – 5   | (101.62) Gerwyn Price      | [ 49 ] |                                                |
| ET4  | 19-21 april              | European Darts Grand Prix | Sindelfingen, Glaspalast     | Gary Anderson (90.76)      | 8 – 6   | (90.88) Ross Smith         | [ 50 ] |                                                |
| ET5  | 26-28 april              | Austrian Darts Open       | Premstätten, Steiermarkhalle | Luke Littler (102.71)      | 8 – 4   | (85.54) Joe Cullen         | [ 51 ] |                                                |
| ET6  | 10-12 mei                | Baltic Sea Darts Open     | Kiel, Wunderino Arena        | Rob Cross (105.56)         | 8 – 6   | (104.38) Luke Humphries    | [ 52 ] | Luke Humphries                                 |
| ET7  | 24-26 mei                | Dutch Darts Championship  | Rosmalen, Autotron           | Josh Rock (89.89)          | 8 – 4   | (90.59) Jonny Clayton      | [ 53 ] | Ross Smith                                     |
| ET8  | 21-23 juni               | European Darts Open       | Leverkusen, Ostermann-Arena  | Dave Chisnall (89.67)      | 8 – 6   | (93.82) Ross Smith         | [ 54 ] |                                                |
| ET9  | 30 augustus- 1 september | German Darts Championship | Hildesheim, Halle 39         | Peter Wright (96.62)       | 8 – 5   | (106.87) Luke Littler      | [ 55 ] |                                                |
| ET10 | 6-8 september            | Flanders Darts Trophy     | Antwerpen, Antwerp Expo      | Dave Chisnall (96.90)      | 8 – 6   | (95.23) Ricardo Pietreczko | [ 56 ] |                                                |
| ET11 | 20-22 september          | Hungarian Darts Trophy    | Boedapest, MVM Dome          | Michael van Gerwen (94.81) | 8 – 7   | (97.90) Gian van Veen      | [ 57 ] | Cor Dekker Michael van Gerwen Martin Schindler |
| ET12 | 27-29 september          | Swiss Darts Trophy        | Bazel, St. Jakobshalle       | Martin Schindler (93.03)   | 8 – 7   | (93.68) Ryan Searle        | [ 58 ] |                                                |
| ET13 | 18-20 oktober            | Czech Darts Open          | Praag, PVA Expo              | Luke Humphries (105.57)    | 8 – 1   | (86.14) Kim Huybrechts     | [ 59 ] |                                                |

## PDC Challenge Tour
De PDC Challenge Tour is toegankelijk voor alle PDPA-leden die tijdens de Q-School geen tourkaart wisten te bemachtigen. De top twee van de Challenge Tour Order of Merit krijgen een tourkaart voor twee jaar, waarmee zij kunnen deelnemen aan de PDC Pro Tour 2025 en 2026. Zij mogen ook deelnemen aan het PDC World Darts Championship 2025. De winnaar van de Order of Merit mag ook deelnemen aan de Grand Slam of Darts 2024. De Challenge Tour-ranglijsten worden bovendien gebruikt om Players Championship-evenementen aan te vullen, mochten niet alle 128 tourkaarthouders ervoor kiezen om mee te doen. Bovendien kwalificeren de top 8 spelers van de Challenge Tour Order of Merit 2024 die geen tourkaart hebben voor het seizoen 2025 zich voor de eerste ronde van de UK Open 2025.
| #  | Datum                | Plaats                        | Winnaar                      | Legs  | Runner-Up                    | Bron   | Negendarter                 |
| -- | -------------------- | ----------------------------- | ---------------------------- | ----- | ---------------------------- | ------ | --------------------------- |
| 1  | Vrijdag 19 januari   | Milton Keynes, Marshall Arena | Richie Burnett (89.50)       | 5 – 4 | (96.86) Darryl Pilgrim       | [ 60 ] |                             |
| 2  | Vrijdag 19 januari   | Milton Keynes, Marshall Arena | Danny Jansen (96.37)         | 5 – 3 | (97.96) Darryl Pilgrim       | [ 61 ] |                             |
| 3  | Zaterdag 20 januari  | Milton Keynes, Marshall Arena | Oskar Lukasiak (81.98)       | 5 – 3 | (86.95) Danny Jansen         | [ 62 ] |                             |
| 4  | Zaterdag 20 januari  | Milton Keynes, Marshall Arena | Stefan Bellmont (86.38)      | 5 – 0 | (75.31) Pál Székely          | [ 63 ] |                             |
| 5  | Zondag 21 januari    | Milton Keynes, Marshall Arena | Aden Kirk (85.67)            | 5 – 3 | (87.43) Danny Jansen         | [ 64 ] | Jenson Walker               |
| 6  | Vrijdag 15 maart     | Hildesheim, Halle 39          | Noa-Lynn van Leuven (100.97) | 5 – 3 | (88.18) Tytus Kanik          | [ 65 ] |                             |
| 7  | Vrijdag 15 maart     | Hildesheim, Halle 39          | René Eidams (87.99)          | 5 – 4 | (89.47) Dennie Olde Kalter   | [ 66 ] | Kevin Burness               |
| 8  | Zaterdag 16 maart    | Hildesheim, Halle 39          | Andy Boulton (101.55)        | 5 – 0 | (98.52) Danny Jansen         | [ 67 ] | Thomas Lovely               |
| 9  | Zaterdag 16 maart    | Hildesheim, Halle 39          | Andy Boulton (89.87)         | 5 – 4 | (92.27) Jamie Atkins         | [ 68 ] |                             |
| 10 | Zondag 17 maart      | Hildesheim, Halle 39          | Lee Cocks (93.94)            | 5 – 0 | (85.50) Wesley Plaisier      | [ 69 ] |                             |
| 11 | Vrijdag 7 juni       | Leicester, Mattiola Arena     | Christian Kist (93.32)       | 5 – 4 | (86.12) Michael Unterbuchner | [ 70 ] | Henry Coates Christian Kist |
| 12 | Vrijdag 7 juni       | Leicester, Mattiola Arena     | Christian Kist (102.39)      | 5 – 3 | (100.55) John Henderson      | [ 71 ] |                             |
| 13 | Zaterdag 8 juni      | Leicester, Mattiola Arena     | Connor Scutt (93.94)         | 5 – 0 | (81.88) Dragutin Horvat      | [ 72 ] |                             |
| 14 | Zaterdag 8 juni      | Leicester, Mattiola Arena     | Justin Hood (107.24)         | 5 – 1 | (89.62) Dragutin Horvat      | [ 73 ] |                             |
| 15 | Zondag 9 juni        | Leicester, Mattiola Arena     | Wesley Plaisier (89.79)      | 5 – 4 | (84.93) Damian Mol           | [ 74 ] |                             |
| 16 | Vrijdag 16 augustus  | Milton Keynes, Marshall Arena | Alexander Merkx (90.98)      | 5 – 3 | (86.22) Wesley Plaisier      | [ 75 ] |                             |
| 17 | Vrijdag 16 augustus  | Milton Keynes, Marshall Arena | Connor Scutt (85.17)         | 5 – 3 | (80.70) Tom Sykes            | [ 76 ] |                             |
| 18 | Zaterdag 17 augustus | Milton Keynes, Marshall Arena | Jimmy van Schie (96.15)      | 5 – 4 | (83.45) Daniel Ayres         | [ 77 ] |                             |
| 19 | Zaterdag 17 augustus | Milton Keynes, Marshall Arena | Wesley Plaisier (96.67)      | 5 – 3 | (88.96) Lee Cocks            | [ 78 ] |                             |
| 20 | Zondag 18 augustus   | Milton Keynes, Marshall Arena | Christian Kist (99.45)       | 5 – 2 | (91.87) Connor Scutt         | [ 79 ] |                             |
| 21 | Zaterdag 2 november  | Leicester, Mattiola Arena     | Alexander Merkx (92.83)      | 5 – 3 | (85.88) Darryl Pilgrim       | [ 80 ] |                             |
| 22 | Zaterdag 2 november  | Leicester, Mattiola Arena     | Andreas Harrysson (93.92)    | 5 – 2 | (86.91) Stefaan Henderyck    | [ 81 ] |                             |
| 23 | Zondag 3 november    | Leicester, Mattiola Arena     | Andreas Harrysson (96.74)    | 5 – 3 | (85.17) Connor Scutt         | [ 82 ] |                             |
| 24 | Zondag 3 november    | Leicester, Mattiola Arena     | Sebastian Białecki (90.71)   | 5 – 4 | (80.98) Ted Evetts           | [ 83 ] | Danny Jansen                |

## PDC Development Tour
De PDC Development Tour was toegankelijk voor spelers van 16 tot 23 jaar. De top twee van de PDC Development Tour Order of Merit kregen een tourkaart voor twee jaar waarmee zij kunnen deelnemen aan de PDC Pro Tour 2025 en 2026. Zij mogen ook deelnemen aan het PDC World Darts Championship 2025. De winnaar van de Order of Merit mag ook deelnemen aan de Grand Slam of Darts 2024. De ranglijst van de Development Tour vormde bovendien een groot deel van de kwalificatie voor het PDC World Youth Championship 2024. Bovendien kwalificeedren de top 8 spelers van de Development Tour Order of Merit 2024 die geen tourkaart hebben voor het seizoen 2025 zich voor de eerste ronde van de UK Open 2025.
| #  | Datum                | Plaats                          | Winnaar                      | Legs  | Runner-Up                    | Bron    | Negendarter                     |
| -- | -------------------- | ------------------------------- | ---------------------------- | ----- | ---------------------------- | ------- | ------------------------------- |
| 1  | Vrijdag 23 februari  | Milton Keynes, Marshall Arena   | Danny Jansen (99.28)         | 5 – 4 | (97.84) Owen Roelofs         | [ 84 ]  |                                 |
| 2  | Vrijdag 23 februari  | Milton Keynes, Marshall Arena   | Keane Barry (90.94)          | 5 – 4 | (96.57) Gian van Veen        | [ 85 ]  | Owen Bates                      |
| 3  | Zaterdag 24 februari | Milton Keynes, Marshall Arena   | Keane Barry (90.54)          | 5 – 0 | (87.54) Sebastian Białecki   | [ 86 ]  |                                 |
| 4  | Zaterdag 24 februari | Milton Keynes, Marshall Arena   | Jurjen van der Velde (86.38) | 5 – 0 | (76.76) Leighton Bennett     | [ 87 ]  |                                 |
| 5  | Zondag 25 februari   | Milton Keynes, Marshall Arena   | Gian van Veen (87.38)        | 5 – 0 | (79.14) Dylan Slevin         | [ 88 ]  |                                 |
| 6  | Vrijdag 3 mei        | Hildesheim, Halle 39            | Roman Benecký (85.23)        | 5 – 4 | (89.78) Thomas Banks         | [ 89 ]  |                                 |
| 7  | Vrijdag 3 mei        | Hildesheim, Halle 39            | Gian van Veen (93.69)        | 5 – 1 | (87.19) Nathan Rafferty      | [ 90 ]  |                                 |
| 8  | Zaterdag 4 mei       | Hildesheim, Halle 39            | Wessel Nijman (113.03)       | 5 – 4 | (95.39) Niko Springer        | [ 91 ]  |                                 |
| 9  | Zaterdag 4 mei       | Hildesheim, Halle 39            | Nathan Rafferty (89.97)      | 5 – 2 | (81.03) Danny Jansen         | [ 92 ]  |                                 |
| 10 | Zondag 5 mei         | Hildesheim, Halle 39            | Niko Springer (91.83)        | 5 – 2 | (98.01) Gian van Veen        | [ 93 ]  |                                 |
| 11 | Vrijdag 21 juni      | Wigan, Robin Park Tennis Centre | Beau Greaves (a) (87.44)     | 5 – 1 | (74.20) Daniel Perry         | [ 94 ]  |                                 |
| 12 | Vrijdag 21 juni      | Wigan, Robin Park Tennis Centre | Keane Barry (92.22)          | 5 – 2 | (82.03) Angelo Balsamo       | [ 95 ]  |                                 |
| 13 | Zaterdag 22 juni     | Wigan, Robin Park Tennis Centre | Wessel Nijman (88.95)        | 5 – 2 | (92.70) Niko Springer        | [ 96 ]  |                                 |
| 14 | Zaterdag 22 juni     | Wigan, Robin Park Tennis Centre | Nathan Rafferty (91.32)      | 5 – 3 | (94.83) Marvin van Velzen    | [ 97 ]  |                                 |
| 15 | Zondag 23 juni       | Wigan, Robin Park Tennis Centre | Sebastian Białecki (91.75)   | 5 – 4 | (84.85) Levy Frauenfelder    | [ 98 ]  |                                 |
| 16 | Vrijdag 26 juli      | Milton Keynes, Marshall Arena   | Wessel Nijman (97.18)        | 5 – 4 | (96.65) Tavis Dudeney        | [ 99 ]  |                                 |
| 17 | Vrijdag 26 juli      | Milton Keynes, Marshall Arena   | Wessel Nijman (94.72)        | 5 – 3 | (94.40) Niko Springer        | [ 100 ] |                                 |
| 18 | Zaterdag 27 juli     | Milton Keynes, Marshall Arena   | Niko Springer (90.49)        | 5 – 4 | (94.92) Wessel Nijman        | [ 101 ] | Jack Howarth Sebastian Białecki |
| 19 | Zaterdag 27 juli     | Milton Keynes, Marshall Arena   | Wessel Nijman (90.69)        | 5 – 2 | (91.18) Jack Male            | [ 102 ] |                                 |
| 20 | Zondag 28 juli       | Milton Keynes, Marshall Arena   | Niko Springer (87.00)        | 5 – 3 | (82.08) Leon Weber           | [ 103 ] | Morgan Shillito                 |
| 21 | Vrijdag 12 oktober   | Wigan, Robin Park Tennis Centre | Wessel Nijman (98.88)        | 5 – 0 | (79.96) Nathan Rafferty      | [ 104 ] |                                 |
| 22 | Vrijdag 12 oktober   | Wigan, Robin Park Tennis Centre | Wessel Nijman (93.10)        | 5 – 3 | (84.40) Nathan Rafferty      | [ 105 ] |                                 |
| 23 | Zaterdag 13 oktober  | Wigan, Robin Park Tennis Centre | Tavis Dudeney (84.44)        | 5 – 0 | (78.96) Jurjen van der Velde | [ 106 ] |                                 |
| 24 | Zaterdag 13 oktober  | Wigan, Robin Park Tennis Centre | Henry Coates (83.39)         | 5 – 3 | (81.40) Owen Roelofs         | [ 107 ] |                                 |

(a): Greaves was de eerste vrouw ooit die een Development Tour-titel wist te behalen.

### World Youth Championship
De voorronden van het World Youth Championship 2024 werden gehouden op 14 oktober 2024 in het Robin Park Tennis Centre, Wigan, terwijl de finale op 24 november 2024 werd gehouden in Butlin's Minehead, Minehead, als onderdeel van de Players Championship Finals 2024.
|  | Derde ronde (best of 11 legs) Maandag 14 oktober | Derde ronde (best of 11 legs) Maandag 14 oktober | Derde ronde (best of 11 legs) Maandag 14 oktober |   |                              | Kwartfinale (best of 11 legs) Maandag 14 oktober | Kwartfinale (best of 11 legs) Maandag 14 oktober | Kwartfinale (best of 11 legs) Maandag 14 oktober |   |                        | Halve finale (best of 11 legs) Maandag 14 oktober | Halve finale (best of 11 legs) Maandag 14 oktober | Halve finale (best of 11 legs) Maandag 14 oktober |  |   | Finale (best of 11 legs) Zondag 24 november | Finale (best of 11 legs) Zondag 24 november | Finale (best of 11 legs) Zondag 24 november |
|  |                                                  |                                                  |                                                  |   |                              |                                                  |                                                  |                                                  |   |                        |                                                   |                                                   |                                                   |  |   |                                             |                                             |                                             |
|  | 1                                                | Gian van Veen (94.52)                            | 6                                                |   |                              |                                                  |                                                  |                                                  |   |                        |                                                   |                                                   |                                                   |  |   |                                             |                                             |                                             |
|  | 16                                               | Marvin van Velzen (83.28)                        | 2                                                |   |                              |                                                  |                                                  |                                                  |   |                        |                                                   |                                                   |                                                   |  |   |                                             |                                             |                                             |
|  | 16                                               | Marvin van Velzen (83.28)                        | 2                                                |   | 1                            | Gian van Veen (93.99)                            | 6                                                |                                                  |   |                        |                                                   |                                                   |                                                   |  |   |                                             |                                             |                                             |
|  |                                                  |                                                  |                                                  |   | 1                            | Gian van Veen (93.99)                            | 6                                                |                                                  |   |                        |                                                   |                                                   |                                                   |  |   |                                             |                                             |                                             |
|  |                                                  | 8                                                | Nathan Rafferty (95.49)                          | 4 |                              |                                                  |                                                  |                                                  |   |                        |                                                   |                                                   |                                                   |  |   |                                             |                                             |                                             |
|  | 8                                                | 8                                                | Nathan Rafferty (95.49)                          | 4 | Nathan Rafferty (90.33)      | 6                                                |                                                  |                                                  |   |                        |                                                   |                                                   |                                                   |  |   |                                             |                                             |                                             |
|  | 8                                                |                                                  |                                                  |   |                              | 6                                                |                                                  |                                                  |   |                        |                                                   |                                                   |                                                   |  |   |                                             |                                             |                                             |
|  | 24                                               | Bradley Brooks (82.48)                           | 2                                                |   |                              |                                                  |                                                  |                                                  |   |                        |                                                   |                                                   |                                                   |  |   |                                             |                                             |                                             |
|  | 24                                               | Bradley Brooks (82.48)                           | 2                                                |   |                              |                                                  |                                                  |                                                  | 1 | Gian van Veen (103.85) | 6                                                 |                                                   |                                                   |  |   |                                             |                                             |                                             |
|  |                                                  |                                                  |                                                  |   |                              |                                                  |                                                  |                                                  | 1 | Gian van Veen (103.85) | 6                                                 |                                                   |                                                   |  |   |                                             |                                             |                                             |
|  |                                                  | 5                                                | Dylan Slevin (94.42)                             | 2 |                              |                                                  |                                                  |                                                  |   |                        |                                                   |                                                   |                                                   |  |   |                                             |                                             |                                             |
|  | 4                                                | 5                                                | Dylan Slevin (94.42)                             | 2 | Wessel Nijman (97.79)        | 6                                                |                                                  |                                                  |   |                        |                                                   |                                                   |                                                   |  |   |                                             |                                             |                                             |
|  | 4                                                |                                                  |                                                  |   |                              | 6                                                |                                                  |                                                  |   |                        |                                                   |                                                   |                                                   |  |   |                                             |                                             |                                             |
|  | 13                                               | Sebastian Białecki (90.85)                       | 3                                                |   |                              |                                                  |                                                  |                                                  |   |                        |                                                   |                                                   |                                                   |  |   |                                             |                                             |                                             |
|  | 13                                               | Sebastian Białecki (90.85)                       | 3                                                |   | 4                            | Wessel Nijman (87.86)                            | 5                                                |                                                  |   |                        |                                                   |                                                   |                                                   |  |   |                                             |                                             |                                             |
|  |                                                  |                                                  |                                                  |   | 4                            | Wessel Nijman (87.86)                            | 5                                                |                                                  |   |                        |                                                   |                                                   |                                                   |  |   |                                             |                                             |                                             |
|  |                                                  | 5                                                | Dylan Slevin (90.84)                             | 6 |                              |                                                  |                                                  |                                                  |   |                        |                                                   |                                                   |                                                   |  |   |                                             |                                             |                                             |
|  | 5                                                | 5                                                | Dylan Slevin (90.84)                             | 6 | Dylan Slevin (89.72)         | 6                                                |                                                  |                                                  |   |                        |                                                   |                                                   |                                                   |  |   |                                             |                                             |                                             |
|  | 5                                                |                                                  |                                                  |   |                              | 6                                                |                                                  |                                                  |   |                        |                                                   |                                                   |                                                   |  |   |                                             |                                             |                                             |
|  | 21                                               | Dominik Grüllich (77.16)                         | 1                                                |   |                              |                                                  |                                                  |                                                  |   |                        |                                                   |                                                   |                                                   |  |   |                                             |                                             |                                             |
|  | 21                                               | Dominik Grüllich (77.16)                         | 1                                                |   |                              |                                                  |                                                  |                                                  |   |                        |                                                   |                                                   |                                                   |  | 1 | Gian van Veen (96.96)                       | 6                                           |                                             |
|  |                                                  |                                                  |                                                  |   |                              |                                                  |                                                  |                                                  |   |                        |                                                   |                                                   |                                                   |  | 1 | Gian van Veen (96.96)                       | 6                                           |                                             |
|  |                                                  | 6                                                | Jurjen van der Velde (98.04)                     | 5 |                              |                                                  |                                                  |                                                  |   |                        |                                                   |                                                   |                                                   |  |   |                                             |                                             |                                             |
|  | 2                                                | 6                                                | Jurjen van der Velde (98.04)                     | 5 | Keane Barry (95.80)          | 6                                                |                                                  |                                                  |   |                        |                                                   |                                                   |                                                   |  |   |                                             |                                             |                                             |
|  | 2                                                |                                                  |                                                  |   | Keane Barry (95.80)          | 6                                                |                                                  |                                                  |   |                        |                                                   |                                                   |                                                   |  |   |                                             |                                             |                                             |
|  | 15                                               | Niko Springer (90.04)                            | 4                                                |   |                              |                                                  |                                                  |                                                  |   |                        |                                                   |                                                   |                                                   |  |   |                                             |                                             |                                             |
|  | 15                                               | Niko Springer (90.04)                            | 4                                                |   | 2                            | Keane Barry (83.49)                              | 6                                                |                                                  |   |                        |                                                   |                                                   |                                                   |  |   |                                             |                                             |                                             |
|  |                                                  |                                                  |                                                  |   | 2                            | Keane Barry (83.49)                              | 6                                                |                                                  |   |                        |                                                   |                                                   |                                                   |  |   |                                             |                                             |                                             |
|  |                                                  | 23                                               | Jenson Walker (81.78)                            | 1 |                              |                                                  |                                                  |                                                  |   |                        |                                                   |                                                   |                                                   |  |   |                                             |                                             |                                             |
|  | 7                                                | 23                                               | Jenson Walker (81.78)                            | 1 | Kayden Milne (83.42)         | 5                                                |                                                  |                                                  |   |                        |                                                   |                                                   |                                                   |  |   |                                             |                                             |                                             |
|  | 7                                                |                                                  |                                                  |   |                              | 5                                                |                                                  |                                                  |   |                        |                                                   |                                                   |                                                   |  |   |                                             |                                             |                                             |
|  | 23                                               | Jenson Walker (86.46)                            | 6                                                |   |                              |                                                  |                                                  |                                                  |   |                        |                                                   |                                                   |                                                   |  |   |                                             |                                             |                                             |
|  | 23                                               | Jenson Walker (86.46)                            | 6                                                |   |                              |                                                  |                                                  |                                                  | 2 | Keane Barry (93.00)    | 4                                                 |                                                   |                                                   |  |   |                                             |                                             |                                             |
|  |                                                  |                                                  |                                                  |   |                              |                                                  |                                                  |                                                  | 2 | Keane Barry (93.00)    | 4                                                 |                                                   |                                                   |  |   |                                             |                                             |                                             |
|  |                                                  | 6                                                | Jurjen van der Velde (91.27)                     | 6 |                              |                                                  |                                                  |                                                  |   |                        |                                                   |                                                   |                                                   |  |   |                                             |                                             |                                             |
|  | 3                                                | 6                                                | Jurjen van der Velde (91.27)                     | 6 | Adam Gawlas (76.69)          | 6                                                |                                                  |                                                  |   |                        |                                                   |                                                   |                                                   |  |   |                                             |                                             |                                             |
|  | 3                                                |                                                  |                                                  |   | Adam Gawlas (76.69)          | 6                                                |                                                  |                                                  |   |                        |                                                   |                                                   |                                                   |  |   |                                             |                                             |                                             |
|  | 19                                               | Xanti Van den Bergh (70.95)                      | 1                                                |   |                              |                                                  |                                                  |                                                  |   |                        |                                                   |                                                   |                                                   |  |   |                                             |                                             |                                             |
|  | 19                                               | Xanti Van den Bergh (70.95)                      | 1                                                |   | 3                            | Adam Gawlas (83.38)                              | 5                                                |                                                  |   |                        |                                                   |                                                   |                                                   |  |   |                                             |                                             |                                             |
|  |                                                  |                                                  |                                                  |   | 3                            | Adam Gawlas (83.38)                              | 5                                                |                                                  |   |                        |                                                   |                                                   |                                                   |  |   |                                             |                                             |                                             |
|  |                                                  | 6                                                | Jurjen van der Velde (92.81)                     | 6 |                              |                                                  |                                                  |                                                  |   |                        |                                                   |                                                   |                                                   |  |   |                                             |                                             |                                             |
|  | 6                                                | 6                                                | Jurjen van der Velde (92.81)                     | 6 | Jurjen van der Velde (88.33) | 6                                                |                                                  |                                                  |   |                        |                                                   |                                                   |                                                   |  |   |                                             |                                             |                                             |
|  | 6                                                |                                                  |                                                  |   | Jurjen van der Velde (88.33) | 6                                                |                                                  |                                                  |   |                        |                                                   |                                                   |                                                   |  |   |                                             |                                             |                                             |
|  | 11                                               | Roy Rietbergen (91.63)                           | 4                                                |   |                              |                                                  |                                                  |                                                  |   |                        |                                                   |                                                   |                                                   |  |   |                                             |                                             |                                             |

## PDC Women's Series
De top acht gerangschikte speelsters na de laatste acht events van 2023 en de eerste twaalf events van 2024 kwalificeerde zich voor de Women's World Matchplay 2024. De top twee van de Order of Merit mag ook deelnemen aan het PDC World Darts Championship 2025.
| #  | Datum                | Plaats                          | Winnaar                      | Legs  | Runner-Up                      | Bron            |
| -- | -------------------- | ------------------------------- | ---------------------------- | ----- | ------------------------------ | --------------- |
| 1  | Zaterdag 23 maart    | Wigan, Robin Park Tennis Centre | Fallon Sherrock (89.35)      | 5 – 4 | (85.63) Beau Greaves           | [ 109 ]         |
| 2  | Zaterdag 23 maart    | Wigan, Robin Park Tennis Centre | Noa-Lynn van Leuven (87.23)  | 5 – 2 | (79.55) Katie Sheldon          | [ 110 ]         |
| 3  | Zondag 24 maart      | Wigan, Robin Park Tennis Centre | Mikuru Suzuki (80.71)        | 5 – 4 | (80.55) Deta Hedman            | [ 111 ]         |
| 4  | Zondag 24 maart      | Wigan, Robin Park Tennis Centre | Fallon Sherrock (87.82)      | 5 – 1 | (76.68) Beau Greaves           | [ 112 ]         |
| 5  | Zaterdag 20 april    | Wigan, Robin Park Tennis Centre | Noa-Lynn van Leuven (90.65)  | 5 – 4 | (91.36) Beau Greaves           | [ 113 ]         |
| 6  | Zaterdag 20 april    | Wigan, Robin Park Tennis Centre | Beau Greaves (86.62)         | 5 – 1 | (73.44) Lisa Ashton            | [ 114 ]         |
| 7  | Zondag 21 april      | Wigan, Robin Park Tennis Centre | Beau Greaves (a) (98.88)     | 5 – 0 | (86.75) Fallon Sherrock        | [ 115 ]         |
| 8  | Zondag 21 april      | Wigan, Robin Park Tennis Centre | Mikuru Suzuki (74.33)        | 5 – 1 | (75.65) Beau Greaves           | [ 116 ]         |
| 9  | Zaterdag 15 juni     | Wigan, Robin Park Tennis Centre | Beau Greaves (91.17)         | 5 – 4 | (87.33) Mikuru Suzuki          | [ 117 ]         |
| 10 | Zaterdag 15 juni     | Wigan, Robin Park Tennis Centre | Gemma Hayter (72.00)         | 5 – 3 | (66.21) Rhian O'Sullivan       | [ 118 ]         |
| 11 | Zondag 16 juni       | Wigan, Robin Park Tennis Centre | Lisa Ashton (83.16)          | 5 – 1 | (71.03) Aileen de Graaf        | [ 119 ]         |
| 12 | Zondag 16 juni       | Wigan, Robin Park Tennis Centre | Lisa Ashton (89.39)          | 5 – 1 | (90.13) Beau Greaves           | [ 120 ]         |
| 13 | Zaterdag 10 augustus | Niedernhausen, H+ Hotel         | Beau Greaves (95.74)         | 5 – 1 | (77.70) Noa-Lynn van Leuven    | [ 121 ]         |
| 14 | Zaterdag 10 augustus | Niedernhausen, H+ Hotel         | Aileen de Graaf (67.93)      | 5 – 2 | (64.31) Anca Zijlstra          | [ 122 ]         |
| 15 | Zondag 11 augustus   | Niedernhausen, H+ Hotel         | Noa-Lynn van Leuven (90.31)  | 5 – 4 | (92.93) Beau Greaves           | [ 123 ]         |
| 16 | Zondag 11 augustus   | Niedernhausen, H+ Hotel         | Beau Greaves (90.00)         | 5 – 3 | (94.46) Noa-Lynn van Leuven    | [ 124 ]         |
| 17 | Zaterdag 7 september | Wigan, Robin Park Tennis Centre | Beau Greaves (80.95)         | 5 – 2 | (81.10) Fallon Sherrock        | [ 125 ]         |
| 18 | Zaterdag 7 september | Wigan, Robin Park Tennis Centre | Beau Greaves (78.94)         | 5 – 4 | (77.47) Noa-Lynn van Leuven    | [ 126 ]         |
| 19 | Zondag 8 september   | Wigan, Robin Park Tennis Centre | Gemma Hayter (79.88)         | 5 – 1 | (75.08) Mikuru Suzuki          | [ 127 ] [ 128 ] |
| 20 | Zondag 8 september   | Wigan, Robin Park Tennis Centre | Robyn Byrne (72.49)          | 5 – 2 | (67.09) Lorraine Winstanley    | [ 129 ] [ 130 ] |
| 21 | Zaterdag 19 oktober  | Leicester, Mattiola Arena       | Noa-Lynn van Leuven (109.64) | 5 – 3 | (89.37) Beau Greaves           | [ 131 ]         |
| 22 | Zaterdag 19 oktober  | Leicester, Mattiola Arena       | Beau Greaves (89.63)         | 5 – 1 | (85.22) Fallon Sherrock        | [ 132 ]         |
| 23 | Zondag 20 oktober    | Leicester, Mattiola Arena       | Fallon Sherrock (83.11)      | 5 – 2 | (79.24) Mikuru Suzuki          | [ 133 ]         |
| 24 | Zondag 20 oktober    | Leicester, Mattiola Arena       | Angela Kirkwood (68.83)      | 5 – 4 | (66.22) Anastasia Dobromyslova | [ 134 ]         |

(a): Greaves won dit toernooi zonder ook maar een leg te verliezen.

## Professional Darts Corporation Nordic & Baltic (PDCNB)
Op 17 oktober 2023 maakte de PDCNB hun kalender voor 2024 bekend, die uit vijf weekends zal bestaan. De top twee van de Order of Merit kwalificeerde zich voor het PDC World Darts Championship 2025, dit waren Jeffrey de Graaf en Darius Labanauskas.
| #  | Datum                | Plaats                         | Winnaar                    | Legs  | Runner-Up                  | Bron    | Negendarter |
| -- | -------------------- | ------------------------------ | -------------------------- | ----- | -------------------------- | ------- | ----------- |
| 1  | Zaterdag 17 februari | Riga, Bellevue Park Hotel      | Jeffrey de Graaf (89.28)   | 6 – 1 | (78.71) Jani Laurila       | [ 137 ] |             |
| 2  | Zondag 18 februari   | Riga, Bellevue Park Hotel      | Marko Kantele (94.80)      | 6 – 4 | (83.25) Johan Engström     | [ 137 ] |             |
| 3  | Zaterdag 6 april     | Göteborg, Apple Hotel          | Johan Engström (86.22)     | 6 – 4 | (84.55) Oskar Lukasiak     | [ 138 ] |             |
| 4  | Zondag 7 april       | Göteborg, Apple Hotel          | Jeffrey de Graaf (87.09)   | 6 – 5 | (86.53) Cor Dekker         | [ 138 ] |             |
| 5  | Zaterdag 1 juni      | Vääksy, Hotelli Tallukka       | Johan Engström (93.35)     | 6 – 2 | (84.00) Cor Dekker         | [ 139 ] |             |
| 6  | Zondag 2 juni        | Vääksy, Hotelli Tallukka       | Jeffrey de Graaf (82.36)   | 6 – 3 | (83.81) Oskar Lukasiak     | [ 139 ] |             |
| 7  | Zaterdag 27 juli     | Slangerup, Slangerup Dart Club | Darius Labanauskas (82.96) | 6 – 5 | (81.55) Jeffrey de Graaf   | [ 140 ] |             |
| 8  | Zondag 28 juli       | Slangerup, Slangerup Dart Club | Oskar Lukasiak (84.19)     | 6 – 3 | (79.42) Marko Kantele      | [ 140 ] | Teemu Harju |
| 9  | Zaterdag 24 augustus | Reykjavik, Bullseye            | Andreas Harrysson (89.51)  | 6 – 5 | (86.73) Darius Labanauskas | [ 141 ] |             |
| 10 | Zondag 25 augustus   | Reykjavik, Bullseye            | Darius Labanauskas (94.00) | 6 – 4 | (82.84) Teemu Harju        | [ 141 ] |             |

## Professional Darts Corporation Asian Tour
De eerste 15 events werden bevestigd op 10 januari 2024, de resterende 9 werden later nog toegevoegd. Alexis Toylo, Lourence Ilagan, Paolo Nebrida en Ryusei Azemoto kwalificeerden zich via de Asian Tour voor het World Darts Championship.
| #  | Datum                | Plaats                             | Winnaar                    | Legs  | Runner-Up                   | Bron    |
| -- | -------------------- | ---------------------------------- | -------------------------- | ----- | --------------------------- | ------- |
| 1  | Zaterdag 13 januari  | Dubai, Habtoor Palace Dubai        | Alexis Toylo (91.47)       | 5 – 3 | (90.76) Paolo Nebrida       | [ 144 ] |
| 2  | Zaterdag 13 januari  | Dubai, Habtoor Palace Dubai        | Alexis Toylo (93.70)       | 5 – 3 | (86.47) Joel Hizon          | [ 145 ] |
| 3  | Zondag 14 januari    | Dubai, Habtoor Palace Dubai        | Paolo Nebrida (88.24)      | 5 – 3 | (80.85) Nitin Kumar         | [ 146 ] |
| 4  | Zaterdag 16 maart    | Kyoto, Kyoto Pulse Plaza           | Alexis Toylo (86.60)       | 5 – 4 | (89.37) Noel Malicdem       | [ 147 ] |
| 5  | Zaterdag 16 maart    | Kyoto, Kyoto Pulse Plaza           | Sandro Eric Sosing (96.32) | 5 – 3 | (87.24) Tomoya Goto         | [ 148 ] |
| 6  | Zondag 17 maart      | Kyoto, Kyoto Pulse Plaza           | Shusaku Nakamura (79.38)   | 5 – 3 | (84.81) Seigo Asada         | [ 149 ] |
| 7  | Zaterdag 20 april    | Manilla, Winford Resort and Casino | Alexis Toylo (94.57)       | 5 – 4 | (91.67) Haruki Muramatsu    | [ 150 ] |
| 8  | Zaterdag 20 april    | Manilla, Winford Resort and Casino | Ryusei Azemoto (82.81)     | 5 – 3 | (81.24) Tomoya Goto         | [ 151 ] |
| 9  | Zondag 21 april      | Manilla, Winford Resort and Casino | Ryusei Azemoto (77.90)     | 5 – 1 | (73.64) Alexis Toylo        | [ 152 ] |
| 10 | Zaterdag 18 mei      | Penang, Royale Chulan Hotel        | Lourence Ilagan (82.02)    | 5 – 2 | (71.48) Alexis Toylo        | [ 153 ] |
| 11 | Zaterdag 18 mei      | Penang, Royale Chulan Hotel        | Alexis Toylo (99.06)       | 5 – 2 | (91.49) Paolo Nebrida       | [ 154 ] |
| 12 | Zondag 19 mei        | Penang, Royale Chulan Hotel        | Ryusei Azemoto (93.94)     | 5 – 0 | (83.46) Reynaldo Rivera     | [ 155 ] |
| 13 | Zaterdag 8 juni      | Ulaanbaatar, Triple Event Hall     | Paolo Nebrida (105.36)     | 5 – 4 | (95.91) Tomoya Goto         | [ 156 ] |
| 14 | Zaterdag 8 juni      | Ulaanbaatar, Triple Event Hall     | Paolo Nebrida (88.47)      | 5 – 1 | (79.84) Ryusei Azemoto      | [ 157 ] |
| 15 | Zondag 9 juni        | Ulaanbaatar, Triple Event Hall     | Man Lok Leung (89.02)      | 5 – 2 | (78.54) Sandro Eric Sosing  | [ 158 ] |
| 16 | Zaterdag 10 augustus | Singapore, Forest3 Cafe            | Man Lok Leung (74.47)      | 5 – 1 | (75.89) Lourence Ilagan     | [ 159 ] |
| 17 | Zaterdag 10 augustus | Singapore, Forest3 Cafe            | Lourence Ilagan (86.51)    | 5 – 1 | (75.33) Alexis Toylo        | [ 160 ] |
| 18 | Zondag 11 augustus   | Singapore, Forest3 Cafe            | Paolo Nebrida (89.93)      | 5 – 4 | (96.47) Lourence Ilagan     | [ 161 ] |
| 19 | Vrijdag 4 oktober    | Qingdao, LanOu International Hotel | Ryusei Azemoto (87.80)     | 5 – 2 | (89.95) Mitsuhiko Tatsunami | [ 162 ] |
| 20 | Vrijdag 4 oktober    | Qingdao, LanOu International Hotel | Jenn Ming Tan              | 5 – 3 | Man Lok Leung               | [ 163 ] |
| 21 | Zaterdag 5 oktober   | Qingdao, LanOu International Hotel | Tomoya Goto (86.58)        | 5 – 4 | (90.14) Lourence Ilagan     | [ 164 ] |
| 22 | Zaterdag 5 oktober   | Qingdao, LanOu International Hotel | Lihao Wen (88.37)          | 5 – 4 | (84.43) Lourence Ilagan     | [ 165 ] |
| 23 | Zondag 6 oktober     | Qingdao, LanOu International Hotel | Lourence Ilagan (87.17)    | 5 – 4 | (91.09) Haruki Muramatsu    | [ 166 ] |
| 24 | Zondag 6 oktober     | Qingdao, LanOu International Hotel | Haruki Muramatsu (86.01)   | 5 – 4 | (85.01) Lihao Wen           | [ 167 ] |

## Championship Darts Corporation (CDC) Pro Tour
De topspelers van de Verenigde Staten en Canada van de CDC Tour Points List kwalificeren zich voor het PDC World Darts Championship 2025. Dit waren Leonard Gates, Jim Long en Stowe Buntz.
| #  | Datum                 | Plaats                                   | Winnaar                | Legs  | Runner-Up             | Bron    | Negendarter   |
| -- | --------------------- | ---------------------------------------- | ---------------------- | ----- | --------------------- | ------- | ------------- |
| 1  | Zaterdag 18 mei       | Brownsburg, American Legion Post 331     | Leonard Gates (102.76) | 7 – 3 | (102.20) Doug Boehm   | [ 168 ] |               |
| 2  | Zondag 19 mei         | Brownsburg, American Legion Post 331     | David Cameron (95.29)  | 7 – 5 | (88.61) Jeff Smith    | [ 169 ] |               |
| 3  | Zaterdag 13 juli      | Oakbrook Terrace, Holiday Inn Oakbrook   | Gary Mawson (84.70)    | 7 – 4 | (87.18) Jeff Springer | [ 170 ] |               |
| 4  | Zaterdag 13 juli      | Oakbrook Terrace, Holiday Inn Oakbrook   | Stowe Buntz (92.18)    | 7 – 5 | (98.58) Jacob Taylor  | [ 171 ] |               |
| 5  | Zondag 14 juli        | Oakbrook Terrace, Holiday Inn Oakbrook   | David Cameron (86.64)  | 7 – 6 | (83.71) Jeff Smith    | [ 172 ] |               |
| 6  | Zaterdag 3 augustus   | Wheeling, Ramada Plaza Hotel North Shore | Jim Long (97.71)       | 7 – 6 | (88.34) Leonard Gates | [ 173 ] |               |
| 7  | Zaterdag 3 augustus   | Wheeling, Ramada Plaza Hotel North Shore | Stowe Buntz (83.61)    | 7 – 5 | (88.74) David Cameron | [ 174 ] |               |
| 8  | Zondag 4 augustus     | Wheeling, Ramada Plaza Hotel North Shore | Leonard Gates (91.42)  | 7 – 3 | (85.92) Alex Spellman | [ 175 ] |               |
| 9  | Zaterdag 24 augustus  | New York, Sheraton Niagara Falls         | Leonard Gates (86.29)  | 7 – 4 | (79.39) Adam Sevada   | [ 176 ] |               |
| 10 | Zaterdag 24 augustus  | New York, Sheraton Niagara Falls         | Jim Long (82.27)       | 7 – 3 | (88.63) Jacob Taylor  | [ 177 ] |               |
| 11 | Zondag 25 augustus    | New York, Sheraton Niagara Falls         | Alex Spellman (87.13)  | 7 – 4 | (86.55) Stowe Buntz   | [ 178 ] |               |
| 12 | Vrijdag 20 september  | Brownsburg, American Legion Post 331     | Adam Sevada (92.08)    | 7 – 6 | (89.39) Jim Long      | [ 179 ] | David Cameron |
| 13 | Zaterdag 21 september | Brownsburg, American Legion Post 331     | Jake Womack (89.10)    | 7 – 6 | (86.74) Jim Long      | [ 180 ] |               |
| 14 | Zondag 22 september   | Brownsburg, American Legion Post 331     | Adam Sevada (100.92)   | 7 – 3 | (95.85) Stowe Buntz   | [ 181 ] |               |

## African Continental Tour (ACT)
| # | Datum             | Plaats         | Winnaar                    | Legs  | Runner-Up                  | Bron    |
| - | ----------------- | -------------- | -------------------------- | ----- | -------------------------- | ------- |
| 1 | 1 - 3 maart       | Kaapstad       | Samuel Gatura (76.70)      | 8 – 4 | (74.51) Cameron Carolissen | [ 182 ] |
| 2 | 3 - 5 mei         | Port Elizabeth | Cameron Carolissen (83.76) | 8 – 3 | (83.87) Carl Gabriel       | [ 183 ] |
| 3 | 27 - 28 juli      | Kimberley      | Johan Geldenhuys (79.22)   | 8 – 7 | (75.11) Cameron Carolissen | [ 184 ] |
| 4 | 27 - 29 september | Nairobi        | Cameron Carolissen (85.66) | 8 – 7 | (80.81) Peter Wachiuri     | [ 185 ] |
| 5 | 18 - 20 oktober   | Gauteng        | Johan Geldenhuys (68.95)   | 8 – 4 | (66.16) Carl Gabriel       | [ 186 ] |
| 6 | 15 november       | Kaapstad       | Johan Geldenhuys (79.30)   | 8 – 7 | (81.55) Cameron Carolissen | [ 187 ] |

## Championship Darts Latin America & Caribbean (CDLC) Tour
Op 21 december 2023 maakte de PDC de kalender van de Championship Darts Latin America & Caribbean Tour bekend. De persoon bovenaan de bijbehorende Order of Merit na alle vier de toernooien kwalificeerde zich voor het PDC World Darts Championship 2025. Dit was Rashad Sweeting. Niet eerder plaatste een Bahamaan zich voor het WK.
| # | Datum              | Plaats                                     | Winnaar                 | Legs  | Runner-Up                 | Bron    |
| - | ------------------ | ------------------------------------------ | ----------------------- | ----- | ------------------------- | ------- |
| 1 | Zaterdag 20 juli   | Montego Bay, Montego Bay Convention Center | Rashad Sweeting (74.71) | 6 – 5 | (64.90) Guillermo Soto    | [ 190 ] |
| 2 | Zondag 21 juli     | Montego Bay, Montego Bay Convention Center | Norman Madhoo (77.24)   | 6 – 5 | (72.99) Sudesh Fitzgerald | [ 190 ] |
| 3 | Zaterdag 5 oktober | Santiago, Hotel Torremayor                 | Rashad Sweeting (76.58) | 6 – 1 | (75.86) Sudesh Fitzgerald | [ 191 ] |
| 4 | Zondag 6 oktober   | Santiago, Hotel Torremayor                 | Guillermo Soto (73.06)  | 6 – 5 | (72.70) Rashad Sweeting   | [ 192 ] |

## World Championship International Qualifiers
| Datum                                | Toernooi                        | Plaats                             | Winnaar                     | Score | Runner-Up                    | Bron    |
| ------------------------------------ | ------------------------------- | ---------------------------------- | --------------------------- | ----- | ---------------------------- | ------- |
| Zaterdag 1 juni                      | PDC North American Championship | New York, Hulu Theater             | Matt Campbell (a) (95.43)   | 6 – 4 | (88.78) Stowe Buntz          |         |
| Zondag 21 juli                       | Women's World Matchplay         | Blackpool, Winter Gardens          | Beau Greaves (b) (98.75)    | 6 – 3 | (87.60) Fallon Sherrock      | [ 193 ] |
| Zondag 18 augustus                   | PDC China Championship          | Xiamen                             | Zong Xiao Chen (80.05)      | 3 – 0 | (68.58) Wenqing Liu          | [ 194 ] |
| Zondag 8 september                   | PDJ Japan Tour Final            | Shizuoka                           | Tomoya Goto (83.83)         | 5 – 2 | (80.45) Kenichi Ajiki        | [ 195 ] |
| Zondag 29 september                  | African Qualifier               | Nairobi                            | Cameron Carolissen (85.03)  | 8 – 7 | (85.96) Peter Wachiuri       | [ 196 ] |
| Maandag 7 oktober                    | DPNZ Qualifier                  | Christchurch, Black Horse Hotel    | Ben Robb (87.52)            | 8 – 4 | (86.19) Haupai Puha          | [ 197 ] |
| Zondag 20 oktober                    | DPA Oceanic Masters             | Auckland, Howick Club Inc.         | Gordon Mathers (85.27)      | 3 – 1 | (82.71) Harley Kemp          | [ 198 ] |
| Zondag 20 oktober                    | PDC Asian Championship          | Manilla, Winford Resort and Casino | Lourence Ilagan (c) (92.71) | 7 – 3 | (85.77) Sandro-Eric Sosing   | [ 199 ] |
| Zondag 27 oktober Maandag 28 oktober | Indian Qualifier                | Calcutta, Tollygunge Club          | Nitin Kumar (91.65)         | 5 – 0 | (77.77) Sangam Kumar Roy     | [ 200 ] |
| Zondag 27 oktober Maandag 28 oktober | Indian Qualifier                | Calcutta, Tollygunge Club          | Nitin Kumar (97.60)         | 5 – 0 | (80.96) Amit Gilitwala       | [ 200 ] |
| Zondag 27 oktober Maandag 28 oktober | Indian Qualifier                | Calcutta, Tollygunge Club          | Nitin Kumar (83.28)         | 5 – 1 | (75.87) Sangam Kumar Roy     | [ 200 ] |
| Vrijdag 8 november                   | PDC Europe Super League         | Hildesheim, Halle 39               | Kai Gotthardt (90.71)       | 8 – 7 | (93.28) Paul Krohne          | [ 201 ] |
| Zaterdag 16 november                 | West Europe Qualifier           | Kalkar, Wunderland Kalkar          | Stefan Bellmont (96.50)     | 7 – 6 | (97.84) Jimmy van Schie      | [ 202 ] |
| Zondag 24 november                   | East Europe Qualifier           | Nové Zámky, Amsterdam Club         | Romeo Grbavac (88.58)       | 7 – 3 | (89.29) Tomislav Rosandić    | [ 203 ] |
| Zondag 24 november                   | PDC World Youth Championship    | Minehead, Butlin's Minehead        | Gian van Veen (d) (96.96)   | 6 – 5 | (98.04) Jurjen van der Velde | [ 204 ] |
| Maandag 25 november                  | PDC Tour Card Holder Qualifier  | Wigan, Robin Park Tennis Centre    | Rhys Griffin (87.00)        | 7 – 2 | (84.92) Adam Hunt            | [ 205 ] |
| Maandag 25 november                  | PDC Tour Card Holder Qualifier  | Wigan, Robin Park Tennis Centre    | Jeffrey de Zwaan (98.04)    | 7 – 4 | (91.99) Paul Krohne          | [ 205 ] |
| Maandag 25 november                  | PDC Tour Card Holder Qualifier  | Wigan, Robin Park Tennis Centre    | Dylan Slevin (86.06)        | 7 – 5 | (89.59) Martijn Dragt        | [ 205 ] |
| Maandag 25 november                  | PDC Tour Card Holder Qualifier  | Wigan, Robin Park Tennis Centre    | Matt Campbell (84.80)       | 7 – 6 | (87.73) Mervyn King          | [ 205 ] |

 (a): Doordat Matt Campbell in het bezit is van een tourkaart en aan het begin van het seizoen in de top 64 van de PDC Order of Merit stond, kon hij zich niet op deze manier kwalificeren voor het PDC World Darts Championship.

 (b): Beau Greaves verkoos deelname aan het WDF World Darts Championship 2024 boven deelname aan het PDC World Darts Championship 2025. Hierdoor kwam er een plaats extra vrij in de PDC Tour Card Holder Qualifier.

 (c): Lourence Ilagan was al geplaatst voor het PDC World Darts Championship via de PDC Asian Tour, waardoor het WK-ticket naar Sandro-Eric Sosing ging.

 (d): Gian van Veen won het World Youth Championship, maar aangezien hij al gekwalificeerd was voor het WK, kwam er de volgende dag een plaats extra vrij in de PDC Tour Card Holder Qualifier.

2004 · 2005 · 2006 · 2007 · 2008 · 2009 · 2010 · 2011 · 2012 · 2013 · 2014 · 2015 · 2016 · 2017 · 2018 · 2019 · 2020 · 2021 · 2022 · 2023 · 2024 · 2025